# 法轮功在各地的发展及影响
由李洪志于1992年开始在中国传播的法轮功，在中国大陆以外地区首次传授是在1995年，李洪志收到當時的中國駐法國大使蔡方柏邀请，在巴黎举办了一次气功报告会。之后几年，李洪志曾在欧美、亚洲和大洋洲讲授法轮功 。1999年，考虑到法轮功在中国造成的许多事件，在中華人民共和國政府禁止法轮功之后，中国大陆有公开的法轮功活动近乎绝迹，而主要转移到海外。
法轮功现今传遍110多个国家地区，其经文被翻译超過50种语言。有學者估計，海外法轮功学员人数估计有数十万，但是由于缺乏正式的成员制度，对学员数量的精确估计十分困难。
由于中国政府的打击，世界各地的法轮功学炼者向大陆的法轮功学员提供声援支持。這些支援包括散发传单、组织游行，以提升各国民众对中国法轮功学员遭遇的了解。此外，海外學員也建立媒体、和研究组织，以报告中国政府对法轮功的打击。他们在世界多国对组织和参与打击的有关人士提出起诉，以及为大陆学员提供瀏覽被中国政府屏蔽的网站的技术协助。
在打击初期，多国政府、联合国和多个人权组织都表达了对法轮功学员被调查的关切。相比起藏人或者中国民主运动，法轮功在海外受到的关注度較少。对这个现象的解释，包括学员的宣传有限、中国政府在国内外进行各种反法轮功宣传、以及外国人对之认识不足。

## 亞洲

### 中华人民共和国
根據國際特赦組織提交的報告，中國共產黨自1999年7月後對法輪功修炼者進行了打击，包括一系列的意識形態改造、再教育，以及法律範疇外的措施，包括强制劳动及刑求。美國國會研究報告則指出，中國共產黨在「宣告法輪功為非法時」進行了多方面的宣傳戰。
根據英國媒體BBC報導，中華人民共和國國務院、公安部於2014年6月2日公布政府官方認定14種邪教名單，卻未包含遭鎮壓十多年的法輪功。此舉引發包括維權律師在內的中國網友熱議，質疑中共打击法律依據何在。然而，中共官方媒體《環球時報》報導中國反邪教協會所提供20種非官方名單。台灣法輪大法學會理事長張清溪指出這涉及汙衊法輪功，中國反邪教協會就是用來迫害法輪功的團體，不具公信力；律師朱婉琪則指，該組織是中共在民間製造仇恨法輪功輿論的打手。 
法輪功是中國近年來在中國國內和國外強力打击的對象之一。中華人民共和國政府多次將天安门自焚、拒醫死亡等等事件歸咎於法輪功，法輪功成員則長期指責中國共產黨對法輪功學員活摘器官、酷刑迫害等各種所謂「罪行」。包括維權律師江天勇在內的一些網民對這些報道發出了批評，江天勇在其推特網頁上說「法輪功被中共以邪教被迫害打壓近15年」。亦有受中共反宣传影响的網友譏諷說：「最大的反華組織已經平叛了啊？」。還有網友以「輪子」暗指法輪功學員，在中國網站的論壇上發帖：「官方聲稱輪子已經被剿滅了。因為現在這種打擊力度也就這樣了，是無法徹底鏟除輪子的。畢竟輪子沒有從根本上危害他們的統治。」
2014年6月30日，主導鎮壓法輪功的江澤民、周永康的江系四名高官同一日被中共總書記習近平當局開除黨籍，包含原軍委副主席徐才厚。隨後7月2日，中國大陸媒體罕見報導指「中國中央電視台污衊法輪功」，引起外界關注。該陸媒報導指出，「甫遭開除黨籍的公安部副部長李东生任中國中央電視台副台长时，为讨好江泽民和中央政法委书记周永康，利用CCTV铺天盖地污蔑法轮功。在610办公室主任刘京退休后，没人愿接班维持镇压，对法轮功有血债的江派掌门人周永康把李东生升半级，提到610办公室主任正部级，后又把李东生（宣传部副部长）塞到公安部当副部长。」。
现今法轮功虽在中国大陆被禁止，其祝福语“法轮大法好”、警示中国人远离灾祸所说的“天灭中共”等经常被网民加以改造，例如“索尼大法好”(引申Sony东西就是好的意思)、“天灭任地狱”等。（参见“中国大陆网络语言列表”）

### 香港特別行政區

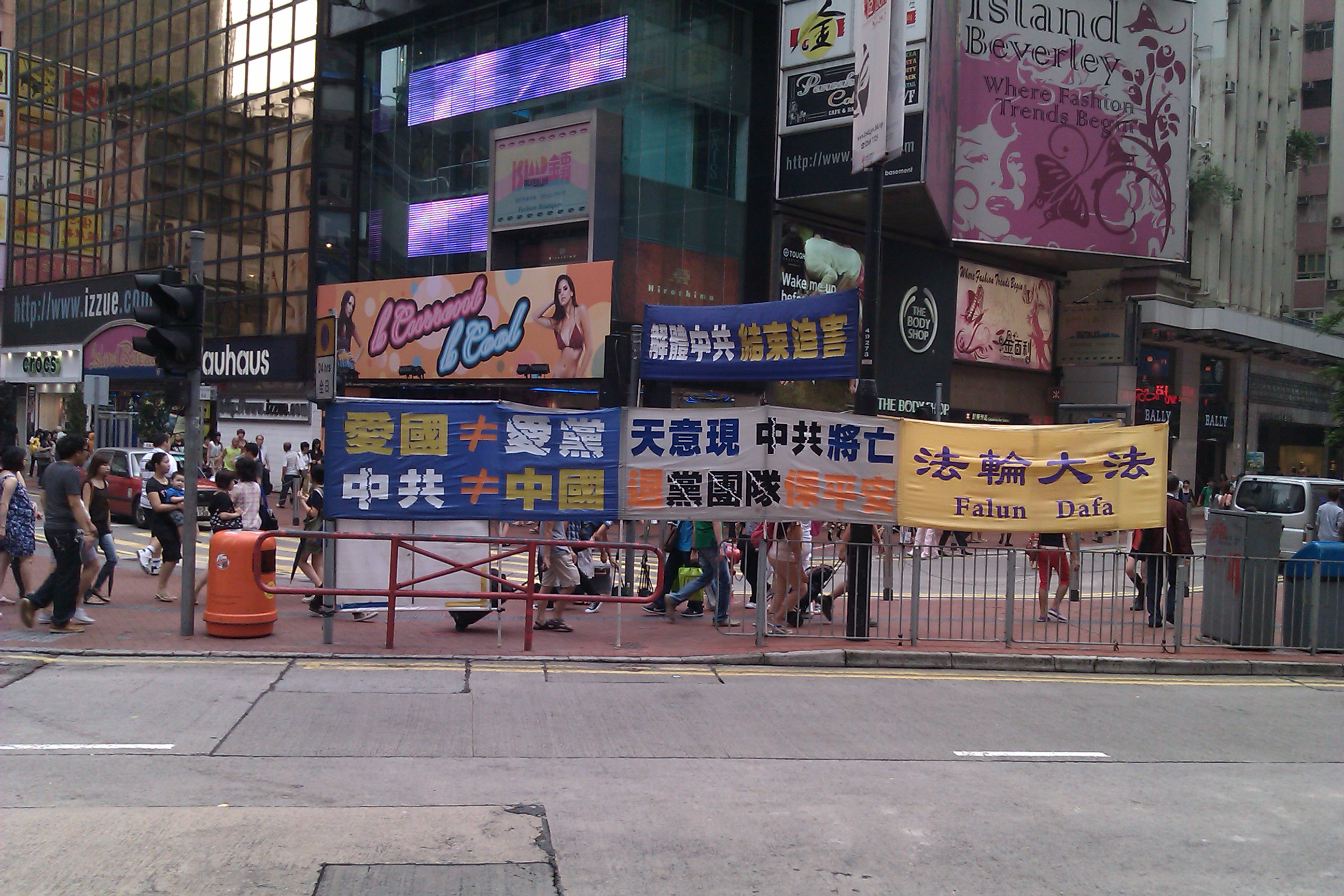
在香港鬧市法輪功學員講述所受鎮壓遭遇，可見有明顯針對中国共产党的標語（攝於2011年7月）

法輪功於1996年在香港註冊為「香港法輪大法協會」，學員一直活躍。雖然法輪功於1999年已經被中華人民共和國政府禁止，香港的分會依然受香港法律所保障。
前香港行政長官董建華於2001年公開發表對法輪功的負面評論，惟時任政務司司長、後來擔任行政長官的曾蔭權則指出此僅為前者的個人意見。此外，香港前樞機主教陳日君、支聯會主席司徒華、前政務司司長陳方安生、民主黨創黨主席李柱銘和馮智活牧師等一些泛民主派政治領袖則公開支持法輪功。
法輪功學員不時都會在人流集中的地區靜坐集體煉功，及舉辦展覽，這些活動在沒有干擾其他人正常生活的情况下，按照香港法律，警方及有關單位不会對其進行干涉。國際特赦組織2013年關注近年來香港法輪功學員的請願活動，受到香港青關會的暴力侵擾、梁振英香港政府食環署的干預。2012年，被指具有中國共產黨政法委背景的青關會在香港公開鼓吹反對法輪功，現任行政長官梁振英則被質疑與該組織有關係，法輪功方面呼籲梁振英勿配合中共打壓。
聯合國2013年3月發佈人權報告，關注香港新聞和言論自由惡化，以及香港法輪功學員的活動經常受阻，人權會對此表示遺憾，促請港府在訂定和執行政策時，必須確保符合人權公約中對公民享有宗教和表達自由的規定。
法輪功團體長期在香港鬧市展示橫幅，揭露中國政府「迫害」法輪功情況；2012年6月起青關會掛起更多更巨型的「反法輪功」白色橫額，將法輪功標語團團圍住，許多高達兩米、且多層、阻擋路人視線，標語內容挑起宗教仇恨。雙方形成「橫額戰」現象，引起港人反彈。《無線新聞》則報導，法輪功橫額在2002年曾被港府控阻街，但2004年香港高等法院上訴庭判決法輪功勝訴「法輪功橫額不是阻街」，並指「示威權利和道路使用者權利之間應作出平衡，任何持合理觀點的人都不會認為橫額造成非法阻礙」。
北京政府自1999年7月鎮壓後，2000年時，37歲的香港商人彭珊珊召開記者會宣布自己是法輪功領袖，在此前她只是一名寂寂無名的法輪功成員，當時有大約30名支持者。李洪志則指其為破壞者。
在香港，法輪功學員不時在人流集中的地區靜坐集體煉功及舉辦展覽，香港法輪大法協會是在香港註冊的合法組織，在香港法律制度下，警方及有關單位並不會對其活動進行干涉。2010年11月20日，香港亞洲衛星有限公司訊號疑似遭到法轮功干擾，但法轮功方面予以否认。路透社2014年七一大遊行前夕發表〈香港的靈魂爭奪戰〉特稿指出北京當局近年將影響力伸進港府、媒體及宗教等層面，引爆了香港民怨；分析指出，法輪功學員遭遇青關會鬧場、打人，這類親北京團體是共產黨當局加強箝制香港的一環。香港及北京可靠消息人士指出，與共黨或北京政府有關的個人及組織，在香港的公民及政治生活層面，正在扮演更大角色，影響力已滲透香港的大街小巷、公司企業、媒體、宗教教堂及香港政府機關。2012年7月，《壹週刊》指青關會成員一次在落馬洲的夜間行動中，有成員亮刀恐嚇並威脅記者和法輪功學員，拆走法輪功之橫額，連香港警方到場也無可奈何。2016年，法輪功在香港舉辦心得交流會，青關會成員與黑幫涉入「炸彈恐嚇案」導致交流會被迫取消，香港警方逮捕部分人士並指疑犯目的是要擾亂法輪功活動致其無法進行。

### 中華民國

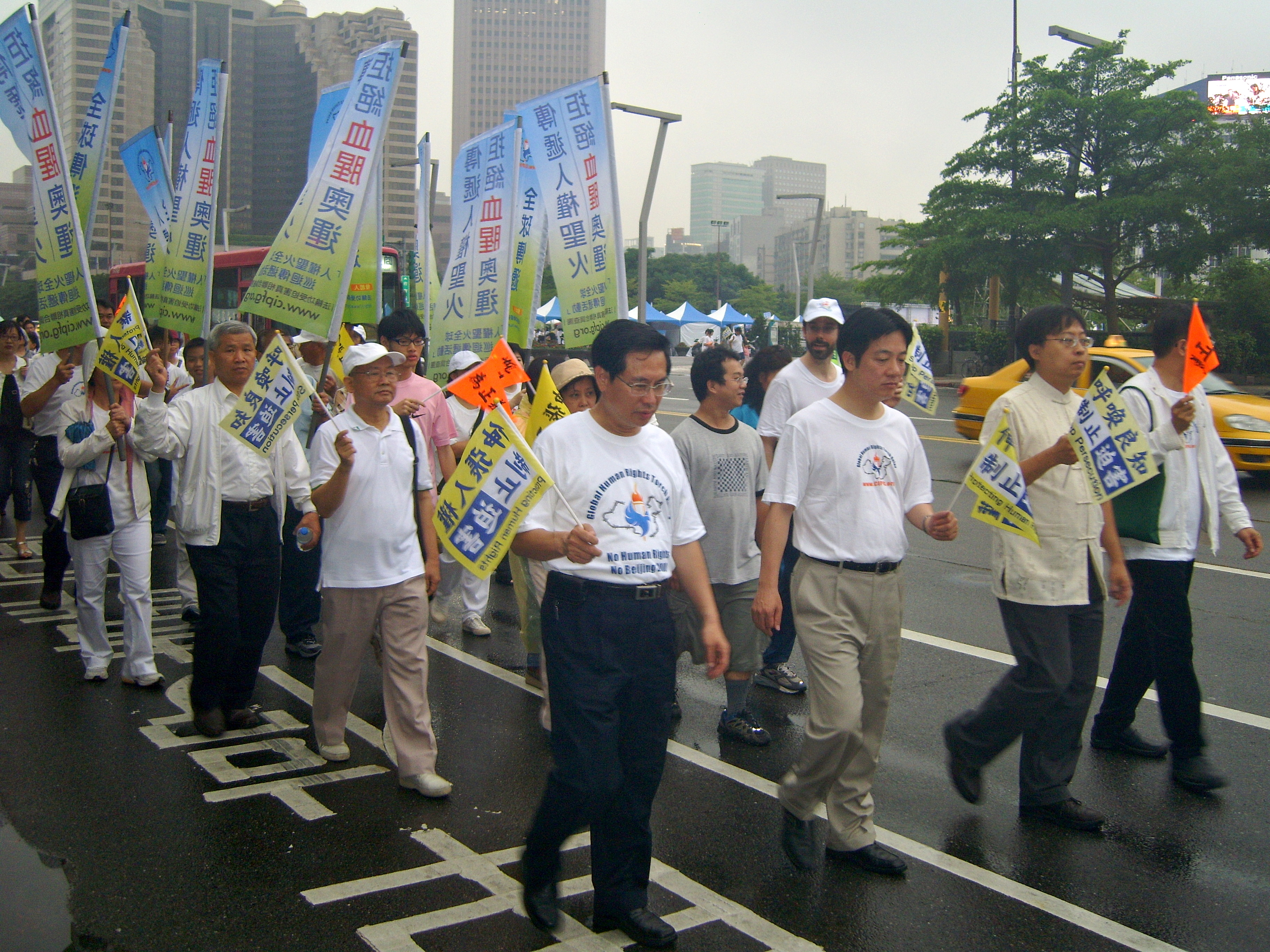
在台灣舉辦的人權聖火傳遞

2001年中國時報報導桃園地方檢察署首設法輪功社團，該文提及桃園有四十餘個學法輪功的煉功點，全台超過十萬人學。現今臺灣法輪大法學會指出，台灣有近千個煉功點和學法點，大多數位於成員居家、公園、校園、活動中心等地。
在台灣一些知名的景點，會有法輪功學員拿著傳單介紹法輪功；對大陸遊客警示共產黨的無數罪行將遭天譴，可幫其聲明三退以脫離天懲降臨的災禍。法輪功在台灣是合法組織，所以只要行動不違法，警方不會加以干預。

法輪功學員主要通過口耳相傳或散發宣傳品來弘法，參與的人士來自各種不同的背景，如國立台灣大學的張清溪教授、明居正教授、洪士淵律師…等。
在景點法輪功學員擺放橫幅展板、文宣品及煉功等方式迎接觀光客，有些深受中共反宣傳影響的陸客連瞧都不瞧一眼；有些陸客則說：「台灣真自由」。由於前些年在101大樓前屢發生法輪功學員被親共團體愛國同心會攻擊事件，2014年底柯文哲上任台北市長，要求信義分局長嚴格執法，並說「再有法輪功的人被打傷，我就把你換掉」。分局長事後受訪說「新任市長都有其施政重點，一切遵照市長指示」，會檢討是否增派警力到場。
2003年間，王秀華等六名台籍碩博士級法輪功成員，先後在中國上海、北京、合肥等地被公安逮捕、搜查、拘禁，返台後聯名向高院自訴控告當時中共中央總書記江澤民、中國國務院副總理李嵐清、中共中央政法委書記羅幹等三人，觸犯殘害人群條例。高院合議庭認定，被告殘害宗教團體的行為地、結果地都在北京等地，依照犯罪地、被告住所、居所或所在地，無一項位於高院轄區，六人雖主張因修煉法輪功遭江澤民等人滅絕加害，但無法提出積極事證證明返台後仍持續遭迫害，以程序判決「本件管轄錯誤」，並未對江澤民等人是否有罪進行實質審判。二審偵查主體高檢署則表示，台灣人在本國控告中共當政者這類案件，前幾年較多，暫無特定的完整統計，以往案例多因發生地與被告皆不在高檢轄區，以管轄權錯誤為由簽結。然而，2012年受中華民國政府邀請對《國家人權報告》獨立審查的前聯合國酷刑高級專員、首位獲准進入中國調查酷刑的聯合國官員、國際法專家曼弗瑞德·諾瓦克則認為，若有足夠證據顯示來台的中共官員，曾犯下種族滅絕罪或殘害人群罪，政府有責任立即逮捕。朱婉琪律師則認為，重大人權罪行係依普遍管轄原則，政府作法不符國際法的人權無國界普遍性原則。
2008年6月，法轮功组织了人權聖火傳遞活动。法輪功參與的人士來自各種不同的背景，如國立台灣大學的張清溪教授、明居正教授等。2012年6月台灣法輪功學員鍾鼎邦在中國大陸探親期間遭拘留，在國際與台灣社會密集營救下，終於在54天後獲釋。

### 新加坡
法轮功於1994年傳入新加坡，短短時間在這小小的城市國家裏，成立了數十個學法煉功點。「免費學習法輪功」、「法輪功義務教功」的條幅也成隨處可見的街景。截至2021年3月有26個主要的煉功點。
新加坡政府在21世纪初屡遭法轮功学员批评配合中共对于法轮功的“迫害”。据报道，2000年至2006年法轮功学员曾被新加坡政府因不同罪名被起诉六次。新加坡政府也被指通过拒绝学员申请公民、永久居民、就业准证、刻意推延更新学生准证、强制学员辞职等方式“歧视”法轮功学员。
1996 年7月，「新加坡法輪佛學會」正式成立為當地的合法社團，是海外的第一個法輪佛學會。
1999年7月法輪功開始在中國受到殘酷迫害，中共在國內外散播詆毀的謠言，煽動仇恨。新加坡媒體也轉載中共官媒不實的消息，部分社區民眾聯絡所和民眾俱樂部因此停止舉辦與法輪功相關的活動。
2000年12月31日，约60名法轮功学员聚集在麦里芝蓄水池举行烛光晚会，新加坡警方出面拘留15人，于2001年1月2日以“非法集会”罪名将其控上法庭并判处7人入狱，8人罚款1000新元。受此影响，2001年3月19日，新加坡佛教总会发表声明要求法轮功停止使用佛教用语。
2001年11月，中國驻新加坡大使館在新加坡中華總商會舉辦了一場名為“法輪功邪教圖片展覽”的圖片展，中國駐新加坡大使張九恆爲圖片展覽主持開幕，此舉引發十幾名法輪功成員到場抗議。截至2001年，法輪功在新加坡擁有約1000名成員。
2009年10月5日，5名法轮功学员因被指触犯了“破坏公物”和“教唆他人”等罪名在鱼尾狮公园附近被警察突袭抓捕，其展板与资料也被没收，这些人其后被控上法庭。
新加坡的法輪功學員向本地民眾講述法輪功（法輪大法）相關情況，包括其在中國所面臨的處境，以及法輪功的基本理念。他們經常出現在體育場、植物園和各地公園進行相關活動，也有部分當地民眾參與其中。

### 日本
1999年底在日本持中国护照的法轮功学员们回中国时，海关电脑发出异常声音，随后他们被拘留数小时，最后被遣返日本。据香港一人权组织透露，中国政府已搜集海外法轮功学员名单，防止他们入境抗议。
2000年日本法輪功負責人鶴園雅章獲得社會文化功勞獎。
2002年日本外务省亞洲大洋洲局審議官佐藤重與中國外交部次官周文重會談，呼吁釋放與日本人結婚的中國法輪功學員金子容子女士。
日本法輪功學員每年都會紀念425上訪事件，通過遊行活動讓更多人了解法輪功遭受迫害的真相，呼籲社會各界制止中共迫害法輪功。並聲援中國人三退，與中共保持距離，確保自身安全。遊行隊伍所到之處，總吸引商家、居民和遊客紛紛觀看。
2023年9月5日，日本東京部份法輪功學員與多位地方議員來到位於六本木的中國大使館前，呼籲釋放被中共非法逮捕的中國法輪功學員丁元德，告誡中共立刻停止迫害。
茅崎市議會議員水島誠司先生說：「令人難以置信的狀況正在中國發生著。我們也要發聲，全世界有必要共同制止侵犯人權的行為。我希望和中國的法輪功學員形成整體，參與反迫害活動。」
逗子市議會議員丸山治章先生說：「中共活摘法輪功學員器官不是人該做的事，簡直禽獸不如。聽聞德國法輪功學員為營救父母四處奔走，我被他的孝心所感動，也想要盡自己的一份力。」   他同時是日本中國臟器移植考量會（SMG network）的地方議員會代表，將一份聲明文(日文版)投進中國大使館的信箱。聲明文的結尾寫道：「是選擇繼續史上罕見且為人類歷史上最邪惡的種族滅絕行徑，從而導致國家土崩瓦解；還是選擇尊重人權，成為被所有人尊重的上國。以上是日本在此發出的忠告。」

### 
2004年10月4日韓國《漢城體育報》（Sport Seoul）記者白忠國以「江南區刮起法輪功旋風」為題，報導了民眾踴躍學煉的情況。文章中提及：法輪功在此區大受歡迎，不僅因為5套功法簡單易學，免費教授；更因為在美容、減肥、健身等方面效果顯著，而被廣為稱頌，口耳相傳。 在狎鷗亭洞新沙公園教法輪功的江北三星醫院婦產科醫師李教圓(音譯)說：「治病是法輪功附帶的，不要僅為治病而學煉法輪功，應該通過修煉法輪功明瞭宇宙的法理，樹立起判斷好壞的標準等更高層次的東西。」
韩国大法院（最高法院）2012年6月28日前对中国籍沈姓法轮功学员的难民诉讼案给予胜诉判决。这也是中国籍法轮功难民申请者首次在一审、二审，直至最高法院连续三次胜诉。首尔高等法院将这起案例列为重要事件， 并在最高法院（大法院）网站主页上，以全国法院主要判决案例来登载了这起法轮功难民胜诉案。 败诉的被告是曾经否决沈先生难民申请的韩国法务部长官。考虑跟中国的「外交关系」， 一直以来，韩国法务部和法院在受理法轮功难民案件中，以「只有法轮功的主要负责人，才有可能受到镇压」为理由，对法轮功难民申请者提出了相当严格苛刻标准。 但是，韩国法院在本次判决中，推翻了被告的以上说辞，承认原告的主张「无论是谁，在中国只要修炼法轮功，就可能受到迫害」。
韓聯網報導，中國一名法輪功學員，08年在南韓提出難民申請，被法務部拒絕，他提起上訴，獲南韓地方法院和高級法院在一審及二審裁定勝訴。大法院在判決書中指出，案中的61歲朝鮮族男子，在中國並沒有受到迫害，到南韓後一年才提交難民申請，期間曾返回中國，沒有遇到任何麻煩。綜合以上因素，大法院認為原判審理有問題，駁回該學員獲發難民資格的判決，發還首爾高等法院重審。
在韩国，2010年韩国法轮大法学会向参加G20峰会的外国大使馆寄送声明文，敦促各国领袖体会法轮功修煉者所遭受的迫害,并前往青瓦台附近的中国大使馆前請願，向出席峰会的中国国家主席胡锦涛表达立场。

### 泰國
從泰國法輪功網站公佈各煉功點地址和聯繫人電話來看，在泰国法輪功顯然合法存在，但過去大型活動曾受外來影響限制，比如2001年4月泰國法輪功學員擬在曼谷舉行世界性的會議，泰國政府受到中共壓力下雖仍聲明不限制該會議，但在中国政府對泰政府壓力一天天加大的情況下，泰國法輪功最終宣佈取消會議。
2003年8月16日，泰國法輪功學員舉辦了盛大的「二００三年東南亞法輪大法修煉心得交流會」，來自馬來西亞、印尼、台灣、香港和新加坡等地區的法輪功學員齊聚泰國曼谷參加。這是學員首次舉辦類似的修煉心得交流會。
鄰近大皇宮玉佛寺的遊人區，以及芭提雅景區，是泰國法輪功學員主要的活動地點。通常每天都可以看到他們在那裡向過往的中國遊客展示真相圖片展板。法輪功學員也受邀參加曼谷當地的一些大型慶祝活動，比如泰國國王、王后的生日慶賀、新年庆典活动等。。2012年4月13日，泰国泼水节（宋干节/新年），部分泰國民眾在曼谷素坤逸（Sukhumvit）大街舉行遊行慶祝。泰國法輪功學員組成的旗隊、腰鼓隊、仙女隊等也參加了遊行。
2013年6月21日，泰國Dude TV「健康和體育」節目攝製組來到曼谷法輪功學員的煉功點，拍攝煉功情景，並詳細了解法輪功真相，關注中共對中國法輪功學員的迫害。學員介紹了依循「真、善、忍」修煉和祛病健身的奇效，以及法輪功已洪傳100多個國家地區。講述了中共自1999年7月20日開始鎮壓迫害、誣陷法輪功，甚至活摘學員器官。電視台記者聽後感到十分震驚，對法輪功學員反迫害的努力表示支持。攝製組在旁觀看學員的煉功，優美的功法和祥和的氣氛深深吸引了他們，有人當場學煉起來。
2005年泰國法輪功學員註冊「法輪大法學會」，但遭地方法院和內政部否決，曼谷的牙醫派屯（Paitoon Suriyawongpaisan）等3位學員他們決定提出上訴。他說：「學會旨在提供身心改善的選擇方式給人們。許多國家都可以公開活動，包括臺灣、日本、韓國、印尼等。法輪功在這些國家並沒有影響與中共的經貿關係。」2015年8月4日泰國最高行政法院裁定，法輪功學員註冊「法輪大法學會」的申請合法，並且受《憲法》保護。這項裁決推翻了地方法院和內務部先前的決定。

### 越南
越南大部分人信奉佛教，截至2011年約有兩千至三千個法輪功學員。儘管越南政府聲稱越南享有宗教自由，越南法轮功學員指控当局在中国政府压力下妥协，对学员采取严厉打击措施。比如警方騷擾在公園集體煉功的學員，甚至把人帶走，并且召唤纹身赤膊的地痞流氓殴打人等。
法新社报导说，2011年11月24日，河内法轮功學員在中国驻越南大使馆前煉功，声援在中国遭到迫害与关押的法轮功學員，但20分钟后，他们就被警方便衣与地痞流氓袭击，警方还逮捕了一些法轮功學員。一名法轮功學員告诉法新社记者，他至少被警方拘捕7到8次，而且遭到地痞流氓的殴打。但法轮功教义要求不要以暴还暴。

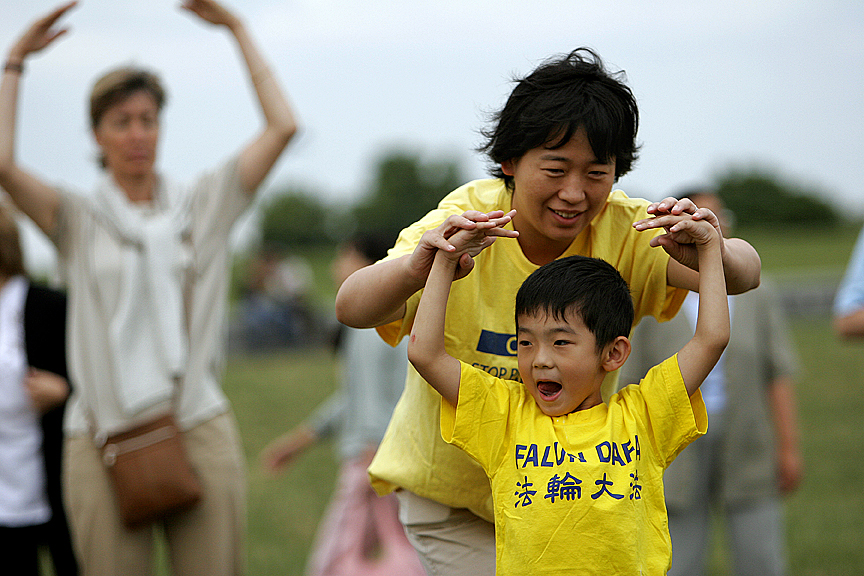
在法轮功团体的炼功场地，一个孩子在长辈辅导下正在学习第二套功法。

2010年6月，因為從越南向大陸播放法輪功廣播節目，兩名越南法輪功學員被越南警方逮捕，而越南法院準備開庭審理這個案子；但兩人辯護律師說，法輪功在越南沒有被禁止，因此法輪功成員不應該被起訴。美聯社報導指出，這兩名越南男子都是30多歲，他們向大陸播放法輪功廣播節目長達一年，每天播放18小時，警方在他們住處查獲三套發射儀器。依照越南法律，非法播放廣播節目，最高可判5年徒刑。
儘管被指控違反越南的廣播法，但實際上，據英文大紀元獲得的正式起訴書副本指出，兩人被起訴是越南政府應中共的要求。這個起訴事件引起國際社會廣泛關注。世界各人權團體和法輪功學員紛紛到越南中國大使館前集會，抗議越南政府屈從中共壓力，非法拘捕審判他們兩人。自由之家（Freedom House）譴責中共「利用外交壓力向海外伸手壓迫宗教群體，並箝制境外的言論自由」。無國界記者組織(Reporters Without Borders)也發表文章譴責越南司法當局審判這兩名法輪功學員。在國際輿論壓力下，審判推遲2次。
2011年11月11日，華盛頓郵報報導，這兩位男子分別被判處3年和2年徒刑。總部設在紐約的人權觀察亞洲部副主任羅伯特森，在聲明中說「越南當局不應違反人權，僅僅因他們的行動讓中國感到不悅，就懲罰自己的公民。對兩位法輪功學員的判刑違反言論自由。」
2011年11月8日，在最後一次開庭審判前夕，40名法輪功學員為了向將受審的兩名學員表示支持，在河內中國大使館外的人行道上煉功抗議，他們隨後被越南警方逮捕了。國際人權組織大赦國際指責越南警察拘留這些抗議審判的法輪功成員。不久後，這些被拘留的法輪功學員全部獲釋。
2017年5月12日，紐約上萬人慶祝法輪大法弘傳世界25週年，來自越南的學員穿著傳統服飾奧黛參加遊行。隊伍中的謝太太，她於 1978年以越南難民身份來到美國。她本來皈依其它法門，911事件後，得知一名臺灣出家人因讀了《轉法輪》後明白宇宙中更高的理而還俗，感到不可思議。於是趕緊尋找這本奇書，通讀後決定改修煉法輪大法。2016年，在闊別故鄉38年後回到越南，令她非常驚訝的是從南到北幾乎每個城市都有法輪功學員。她說：「除了中老年人，還有一些很年輕的學員，律師、醫生，甚至是將軍都在修煉。」

### 马来西亚
2004年，馬來西亞内政部发出最后通牒予大马法轮功组织，停止干涉中国内政，否则将受到对付。副部长拿督曹智雄接受《星洲日报》访问时说，该部于近日下载该组织的网页时，清楚显示法轮功有意利用大马的组织反中国政府，“他们在网页上所引述的消息，包括马来西亚法轮大法研习会已获得社团注册局批准成立，也是虚假、不正确的”。他表示，一直以来，内政部都非常同情及谅解大马法轮功组织的情况，“如果他们纯粹只是练功，我们可以给予放宽，可是，他们的网页内容却含有干预中国内政的意味”。曹智雄强调，大马政府的立场非常坚定及清楚，即不会干涉其他国家的内政与发展，更不允许国内任何组织涉及干涉其他国家内政的活动，他说，人同此心，心同此理。我国政府也不喜欢其他国家的一小撮人，通过活动组织来对抗大马。
法輪功在其网页中声称，“马来西亚法轮大法研习中心”于去年10月1日在首都吉隆坡正式成立，并表示该中心筹备过程是在承受中方压力下，几经辛苦获得成立。他们表示，大马的法轮功学员于1年半前向大马社团注册局递交成立马来西亚法轮大法学会的申请和学会章程草案，不过，社团注册申请却被冻结。他们在网页中说：“法轮功学员得到了解真象的律师的帮助，于数月前再次向马来西亚有关机构递交了成立马来西亚法轮大法研习会的申请。鉴于法轮大法研习会的成立申请符合马来西亚宪法的自由结社权利，申请最终得到批准。”曹智雄表示，该组织曾向社团注册局提出申请，已被当局拒绝申请。他强调，该组织声称已获得批准，是不正确及具误导性的。曹指出，该部也接获投报，有关组织于隆芙大道，靠近万宜交通枢纽处，置放一个很大的广告告示牌，以宣传该组织，该部将通知有关地方当局，拆除有关告示牌。他警告有关组织，若持续下去，警方将在“没有选择情况”下，采取行动逮捕他们及展开调查。
2008年4月18日周五，北京奥运会火炬接力传递到马来西亚这一站时，约20名法轮功学员在中国驻马来西亚大使馆外举行和平抗议活动。
2011年7月，41歲的中國男子吳瑞榮在獨立廣場派發法輪功傳單，據星洲日報2012年6月報導，他因遭到警方阻止，而忿踹警員，違反刑事法典第353條而被判監禁1年。但吳瑞榮則否定這些罪名，並澄清是警方在調查時用腳踩住他的小腿，且有證人拍下當時吳瑞榮小腿受傷的照片存證。吳已申請向高等法庭上訴，法庭允許兩個馬來西亞人做擔保，繳付1萬令吉（約美金3千餘元）保釋候審。
2017年，法轮功成为合法注册的组织在马来西亚法律范围内运作。

### 印度尼西亞
2011年2月7日，雅加達一家法庭拒絕了法輪功提出的上訴，有關於其針對印尼當局拒絕法輪功在印尼註冊為合法組織的決定。印尼國家行政高等法院說，「這起內政部去年6月17日發佈的指令引發的案件不在其管轄範圍」；報道引述法輪功方面委任律師說法「法官爭辯說，內政部的政令沒有法律意義，這是荒唐的。」法輪功2003年、2010年提出的在印尼註冊合法組織的申請均遭印尼內政部拒絕。印尼大學國際關係專家表示，這對印尼當局是棘手問題，因為考量與中國經濟的關係，但印尼可接納逃離中國的法輪功學員。

## 大洋洲
中國公民申請難民用的最多的理由就是法輪功。來自中國的難民申請者中，有些是真正的難民，但有許多並不是。中國的難民申請者持學生，旅遊或照顧人簽證合法進入澳大利亞，入境後申請難民。移民代理給他們編織故事，讓他們簽署一些文件，他們就成了受迫害的法輪功學員或地下教會的成員。

### 
在澳大利亚，法轮功修炼团体目前在全澳大利亚有三个佛学会，分别位于纽省、维省、昆省。经常出来参加法轮功各种活动的至少上千人。他们每年通常汇聚到墨尔本或者悉尼举行大型游行以及和平集会活动，呼吁中国政府停止迫害法轮功。有时也参加其它城市节日大游行庆典等活动。
澳洲的法轮功学员，每年通常汇聚到墨尔本或者悉尼举行大型游行以及和平集会活动，包括纪念法轮大法日，呼吁中国共产党停止迫害法轮功、声援中国人退出中国共产党各组织等。有时也参加其它城市节日大游行庆典等活动。
法轮功学员控诉澳洲外长唐纳胜诉
前澳外长亚历山大·唐纳于2002年3月16日中国外长唐家璇访澳的前一天，签署了第一份限制法轮功学员在中国驻澳大利亚大使馆前使用横幅和扩音喇叭的“证书”， 连续每月签发达4年。在2005年6月9日，法轮功学员章翠英和戴志珍联合将唐纳告上坎培拉最高法院。当天的新闻会吸引了澳洲十几家媒体采访报导，包括澳洲最大的主流媒体九号台、十号台、ABC、SBS、堪培拉时代报、澳新社、AGB、ABC电台等。澳州民主党国会山庄内为法轮功提动议案，并举行新闻发布会声援法轮功团体，要求外长停止签发证书。该案历经一年半，最终唐纳败诉，赔偿法轮功2万澳元，并向法庭书面承诺不再签发这类证书。 （页面存档备份，存于）
假冒法轮功学员申请难民事件
澳洲移民官员透露，许多中国大陆公民用假材料和假证件欺骗澳洲移民部，在可疑的移民代理的帮助下，他们以法轮功学员或地下基督教信徒的名义申请难民。
纽省法轮功协会的一名成员在接受澳广采访时说，这种情况使合法的法轮功案件处理遇到很大困难。新南威尔士法轮功协会的一名成员也表示，这影响到真正法轮功成员的申请。他表示：「有许多我们不认识的人站在法轮功横幅前面照相，他们做些奇怪的事情，像是把法轮功的T裇脱下来给其他人，互相交换照相机照相。」他认为，有这样行为的人，很显然通常不是法轮功学员。

### 紐西蘭
法輪功學員比較少參與社會活動，主要致力於自身媒體的宣傳及教育。在奧克蘭地區不少華人聚居的城鎮，都會看到“法輪大法”的廣告；而在奧克蘭市中區的名校區Epsom，學員更開辦了明慧學校，為法輪功學員的子女提供教育。然而有一次，在惠靈頓地區，法輪功的遊行被市议会拒绝，市议会发言人指出：“法轮功之前在广场进行演出所发出高音量且持久的音乐，干扰了议政厅内的研讨会和会议，并且我们接到了不少的抱怨和投诉”。市議會方面又进一步指出，来自商业和政府部门的团体称议政厅内有五个会议室功能被噪音所干扰。而当地法轮功学员则认为市议会此说只是一个借口，并不公正。
2007年11月16日，新西兰先驱报(New Zealand Herald) 刊登了该报专栏作家布莱恩·洛德曼(Brian Rudman)的〈法轮功的胜利〉一文
，谈到新西兰法轮功学员在对惠灵顿市政厅展开法律行动后，获准参加该市圣诞游行(11月18日)。

#### 閆永明
英國《金融時報》報載：「中國發布了一份100人的通緝名單，稱這些人是外逃的犯罪嫌疑人。目前，中國正在已持續兩年的反腐敗鬥爭中加大努力爭取國際合作。中紀委官員曾發起『獵狐』行動，尋求從國外引渡他們指控從事經濟犯罪的人，又發起『天網』行動，後者標志著反腐敗鬥爭升級。」根據中紀委的名單，美國是頭號窩藏逃犯的國家，100名被通緝的人中，有40人居住在美國。加拿大（26人）和新西蘭（11人）是僅次於美國的熱門外逃目的地。但這份新名單上的某些案子比較不尋常。閆永明（Bill Liu，別名：劉陽）在2001年潛逃新西蘭之前，是中國東北國有制藥集團——通化金馬藥業集團的董事長。2012年，中國有關部門發現通化金馬使用來自製革廠的廢棄化學品製造藥用膠囊所用的明膠。
閆永明一直被中國政府追緝，他否認有關的指控，稱因為自己支持法輪功和民主而遭到迫害。2001年11月，閆永明涉嫌職務犯罪外逃，《新西蘭先驅報》報道，他先是逃往澳洲，並在當地有過一段短暫婚姻。但在澳洲申請入籍失敗，才轉到新西蘭定居。《權貴相爭與獵狐行動》一書宣稱，閆永明在利用職務之便侵占了1.29億美元企業資金後逃到新西蘭後，化名為劉陽；並通過自稱是法輪功學員的途徑申請政治避難，並最終取得了新西蘭公民身份。《紅色通緝令：中國外逃人員報告》一書則提到，英國《金融時報》稱這次閆永明在百人通緝名單中將“拍板授予他公民身份的新西蘭官員帶來一場政治風暴”。
閆永明出逃之後，中國警方、澳洲警方對此案的追擊一直沒有間斷，並追回了部分贓款。2007年11月，澳洲警方根據吉林省公安廳提供的文件，曾將閆永明轉移至澳洲的贓款283萬美元（約2200萬港元）歸還中國。2009年12月31日，吉林省公安廳、財政廳將該筆侵占款及利息匯入通化金馬，總金額為284萬美元（約220萬港元）。
閆永明在新西蘭的日子，經常與天空城的賭場扯上關係，包括每天賭博15小時以上。《新西蘭先驅報》日前報導，曾在82分鐘內輸掉500萬紐元（約2579萬港元）；報導又指出，新西蘭警方目前正在調查一起與閆永明有關的洗錢案，但未提起刑事指控，這3億紐元賭資也並非洗錢行為。報道稱警方曾在2014年搜查閆永明位於Metropolis公寓價值240萬紐元（約1238萬港元）的頂層公寓時，查封了他約4000萬紐元（約2億港元）的資產。央視駐悉尼記者報道，中國政府和新西蘭一直對閆永明的引渡在接洽協商。

## 歐洲
2001年11月20日，35名德国和其他国家的法轮功成员在北京天安门广场举行示威活动，被中国警方逮捕。这是迄今为止最大的外国法轮功成员在天安门的抗议活动。这些人在天安门广场是为了抗议中国政府镇压法轮功。被逮捕的人当中有8名德国人，4名瑞士人，以及法国、美国、加拿大和瑞典公民。另外四名外国记者，其中包括两名德国记者也被警方带走，还有四名在场拍照的外国游客也被送往公安局。

### 俄羅斯
俄羅斯：在俄罗斯，法轮功的活动最早出现于1998年。练习者们的活动主要有两种，一种是宣传法轮功，另一种是教授法轮功。法轮功宣传者通过散发传单、参与展会等手段吸引新的练习者。对于汉语人群，法轮功宣传者也散发中文的传单和跟踪法轮功活动的大纪元时报。据2007年的一次统计，免费散发的大纪元时报在圣彼得堡的发行量达到四万份。在传单上宣传的内容有法轮功的经义、解释法轮功的资金来源、俄语法轮功网站地址等等。俄罗斯的练习者主要是在莫斯科和圣彼得堡租用办公场地来教授和练习法轮功。课程通常以阅读李洪志的书籍开始，而以练习结束。户外的课程有时忽略书籍学习部分。在课程中有短暂的中断时间，以供学员练习发正念。
圣彼得堡的中国领事馆和本国政府保持一致，对法轮功在俄罗斯的活动持批评态度。。俄罗斯的媒体对法轮功的活动有所报道，但是报道内容都是事实性的，而没有对法轮功为何有人气做出分析。
2020年7月20日，俄羅斯總檢察院以威脅俄國家安全為由，宣布7個法輪功組織為俄不受歡迎組織。

### 德國
德国：德国《明镜周刊》2010年引述德国检察院的消息说，德國政府正調查两名中国政府高官涉嫌间谍活动案件，其中一人為副部长级别的中共610办公室负责人。為其提供法輪功情報的德國華裔遭到法院判刑
2011年1月31日，德國聯邦檢察官表示，54歲的該國約翰（Dr. John Z.）因涉嫌向中國當局傳遞秘密情報而被以間諜罪起訴。檢察官說：「被告人約翰曾是德國法輪功組織的創始成員之一 。他還曾參加歐洲以及全世界範圍的法輪功學員大會。在此期間，他一直積極組織行動，制定行動計劃，聯絡組織成員。」起訴書指稱，約翰自2006年3月向中共北京當局秘密情報機構傳遞有關法輪功內部的組織信息和行動計劃的情報。2008年9月底，他開始向"（中共情報）上線"轉發法輪功內部的電子郵件。2010年，在德國安全官員懷疑被告人系中共當局潜入法轮功团体的特务并定期密報當局後，他中斷了與北京當局情報組織的合作。
2012年7月19日德国之声中文网报道说：德国宪法保卫局称中国间谍在德国活跃，也刺探中国反对派组织、法轮功和维族、藏族社团。《法兰克福评论报》7月18日报导："根据德国宪法保卫局最新年度报告，2011年有4名中国间谍在德国被判决。3名中国公民在慕尼黑被判处缓刑，因为他们暗中监视维吾尔族社团。一名德籍华人在位于策勒（Celle）的（下萨克森）州高级法院被警告，他搜集法轮功的信息并向中国传递。”
2019年7月20日，值法輪功受迫害20週年之際，德國外交部人權政策和人道主義援助專員芭貝爾·柯夫勒發表聲明，譴責中共迫害法輪功。

### 西班牙
西班牙：法轮功在西班牙建有“法轮大法佛学会”，在各大城市都有法轮功义务教功炼功点。每逢西班牙大型的健康博览会，都会看到法轮功展位上法轮功学员的身影。
2003年10月15日，15名来自中国、美国、澳大利亚、比利时和西班牙的法轮功学员在西班牙高等法庭（Spain's High Court）对前中共中央总书记江泽民和前中共中央政法委书记罗干提出刑事控告，指控他们迫害法轮功犯有群体灭绝罪和酷刑罪。提交诉状后，原告和律师召开了新闻发布会。
2007年11月18日，西班牙最高法院正式接受法轮功学员起诉江泽民、罗干的案件；接受所有受害者提供的资料。2009年11月，西班牙国家法庭裁定，以群体灭绝罪及酷刑罪，起诉江泽民、罗干、贾庆林、吴官正和薄熙来等五名中国政府高官，要求被告须在四到六周内回应。法院通知书表示，若被告罪名成立，将面临至少20年徒刑，并附带经济惩罚。
2009年11月27日，西班牙外交部亚洲司媒体发言人玛丽亚·萨尔瑟德表示行政不干涉司法：西班牙政府外交部对此司法起诉案没有任何意见。因为这涉及到司法体系权限，而西班牙作为民主的三权分立国家，政府行政体系对司法体系的裁决不会做出任何干涉。
西班牙高等法院撤消兩宗由當地藏族僧侶及法輪功組織，指控前中國政府官員江澤民、李鵬涉嫌種族滅絕及侵犯人權的案件。路透社引述法院消息人士說，高院法官以9票對7票表決，同意撤銷兩宗案件。西班牙法院預審法官從2006年開始已對兩宗案件展開司法調查。西班牙高院不僅撤銷藏裔西班牙僧侶提出的司法案件，同時也撤銷了部分法輪功團體指控中共前領導人逼害法輪功學員的案件。有關決定根據2014年3月通過的新法例作出，該法例規定西班牙法院無權調查不涉及西班牙受害者或所謂犯罪者的案件。2014年3月，西班牙中間偏右政府在三月快速通過有關法例，限制法官的檢控權力。從那時開始，西班牙高院重新審議所有的普適管轄權案件，並將那些與西班牙沒有聯繫的案件調查撤消。在3月通過新法例之前，西班牙法律系統允許西班牙法官調查和審理在西班牙以外的侵犯人權案件。西班牙是全球首個使用普適管轄權法的國家。
至今有25名以上被指迫害法轮功的中国官员在30多个国家的法庭被起诉立案，其中包括前任中共中央政治局常委周永康、李长春、曾庆红、李岚清，中央610办公室负责人刘京、前教育部长陈至立等人。

在西班牙，法轮功建有法轮大法佛学会，是受到国家法律保护的社团。法轮功学员2003年在西班牙起诉江泽民等前中共高官群体灭绝罪、酷刑罪等反人类罪行的案件-“诉江案”受到西班牙主流媒体和社会广泛关注。

### 芬蘭
芬兰：2014年初，當時仍為赫爾辛基市候补議員的夏貝拉與當地一個人權組織展開激烈交鋒。後者組織了一場法輪功研討會，該組織稱中國當局有組織地活摘法輪功學員器官。夏貝拉在發給該組織的一封電子郵件中抨擊法輪功，此後雙方的交流火藥味漸濃。根據報導，夏貝拉在電郵中寫道：“以摧毀中國並終止中共政權為目標的人是賣國賊，死了活該。”事後不久，夏貝拉就被正统芬兰人党剔出市議會小組委員會。正统芬兰人党市議會小組委員會主席哈利•林德爾（Harri Lindell）說：“她被開除的最主要原因是關於法輪功的言論，她說持不同意見的人死了活該，還有其他一些言論。”但夏貝拉強烈否認，稱自己從未說過任何人因政治立場不同便該死。她聲稱，正统芬兰人党對她言論的陳述不實，並稱已將此事報告警方。她說，自己被驅逐的真正原因在於種族歧視。她還聲稱自己是法輪功政治迫害的受害者，她列數出法輪功對她的種種虛假指控，其中一條說她被中國共產黨收買。她說：“我真的怕法輪功的人，因為我看到他們帶來了多大危害。”但她沒有詳述這些危害到底是什麼。《南華早報》引述網友評論，指夏貝拉這一作法簡直是「政治自殺」。

### 法國
法國：2020年10月1日，於巴黎人權廣場，參加法國全球反對中國共產黨的活動日的組織共有十五個，參加的人數在四五百人左右，抗議大會氣氛熱烈，就連很少共同參與活動的法輪功組織代表也罕見地出現在示威現場進行法輪大法表演。
2021年7月20日，丹尼爾貝蒂斯報導：法國法輪功（法輪大法）協會馬提尼克島分會聲名遠播。該分部的成員首次公開露面，聚集在法蘭西堡，以提高公眾對這個「自 1999 年以來受到中國政府迫害」的精神少數群體的命運的認識。馬提尼克島分部原計劃於 2021年7月17日星期六在法蘭西堡中心的羅梅羅主教廣場舉行大型示威遊行。在宣布過去一周新增近1,000例covid-19病例以及縣政府採取的措施後，組織者Gilles Buval和協會成員修改了他們的計劃。
就像里昂、馬賽、波爾多、巴黎、南特、圖盧茲、斯特拉斯堡、留尼旺、瓜德羅普島一樣，馬提尼克島也為尊嚴動員起來。分會成員介紹了1999年7月20日的紀念日和這次動員的目的，是讓公眾了解這場在中國仍在進行的迫害。

2021年9月20日，法國軍事學校戰略研究所（IRSEM）發表一篇題為《中共影響力行動》的分析報告。PDF全長共654頁、報告中內文和引用來源共75處提到法輪功(Falun Gong)。報告開頭的警言，即闡明對象為中共政權(而非中國或中國人)，大意是中共成立610辦公室，在世界各地都有代理人在法律之外開展活動以剷除法輪功運動。

### 捷克
捷克：2019年3月20日，捷克參議院通過第131號決議案，表示支持法輪功精神，呼籲捷克政府要求中國政府不要再以信仰或種族為藉口，迫害法輪功學員、基督徒、維吾爾人和西藏人，釋放良心犯，尊重並批准國際人權條約。
此項決議緣起於參議院收到一封3萬7000人連署的「結束中國政府對法輪功學員的種族滅絕」請願信，要求中國停止迫害法輪功，參議員在討論的過程發現，中國政府侵害人權的情況非常嚴重，有必要表達看法，於是通過這項決議案。此決議案不具強制性，但是得到參議院全體的支持，目的是提醒捷克政府與中國官員對談時應依此決議精神重視人權問題。
2023年6月22日，捷克眾議院外委會閉門會議通過名為「有關與中國當前關係資訊」決議。決議內容提及中國政府迫害境內少數民族的人權及公民權，關注中國政府對法輪功等宗教信仰自由遭系統性侵害。並敦促捷克政府當中國境內發生嚴重侵犯人權事件時，應考慮執行有關國際制裁之相關法令。

## 美洲

### 美国
英國廣播公司駐美國記者史密斯-斯巴克報道說，近幾個月來，美國國務院受到來自國會議員們的壓力，要求給全球互聯網自由聯盟提供經費。5名美國參議員曾聯名致信國務卿希拉里·克林頓，提出這一要求。不過美國國務院發言人克勞利表示，最新一輪經費的分配尚未最後決定，目前就說全球互聯網自由聯盟已經得到資助為時尚早。美國《華盛頓郵報》引未透露姓名的美國國務院官員證實，國務院的確在考慮資助有法輪功背景的「全球互聯網自由聯盟」。
全球互聯網自由聯盟透露，該組織最初希望從美國政府得到400萬美元，如果只能得到150萬美元就不足以滿足其增加設備和人員的需要。不過美國《華盛頓郵報》報道說，有國務院官員向該報記者證實了有關全球互聯網自由聯盟得到資助的消息。全球互聯網自由聯盟此前向媒體透露，該組織接到美國國務院的電話，稱正考慮給該組織提供150萬美元經費。史密斯-斯巴克說，全球互聯網自由聯盟的支持者們說，該組織可以幫助數以亿計的中國人和数以百万计的伊朗人、敘利亞人和古巴人不受限制地瀏覽互聯網信息。

#### 美国国会605号决议案
2010年3月16日下午五点三十分，美国国会众议院在国会大厦投票通过了第605号决议案。美国议员在议案中对过去十年来仅仅因为个人信仰而遭受中国政府持续迫害的法轮功学员及其家人表示同情，要求立即结束中国政府对法轮功学员的迫害、胁迫、监禁及酷刑折磨，释放所有被关押的法轮功学员。413位国会众议员参加了投票，17位议员缺席，决议案最终以412票赞成1票反对获得通过。
美国国会众议院605号决议案对那些仅仅因为坚持他们的个人信仰，在过去十年间遭受迫害、胁迫、监禁、酷刑折磨、甚至被迫害致死的法轮功学员及他们的家人表示同情，并要求中国政府立即终止迫害、胁迫、监禁、酷刑折磨法轮功学员的运动，立即废除江泽民为“消灭”法轮功而下令成立的机构---610办公室，立即释放那些仅仅因为他们的信仰而被关押在监狱、劳教所的法轮功学员，其中包括那些被关押的美国公民和永久居民的亲属。
国会众议院决议案敦促美国总统奥巴马和国会议员在迫害11年之际，公开站在因个人信仰而遭受迫害的法轮功学员一边，运用一切可能的方式与法轮功学员见面，表明支持良知自由仍是美国政府的基本原则。

#### 法拉盛事件
2008年5月17日左右，曾在紐約皇后區的華埠法拉盛，發生暴力攻擊法轮功學員事件、並有死亡威脅，6人遭到警方逮捕，法輪功方面及魏京生指出：為中國駐紐約總領事館彭克玉在背後教唆，而中領館指控「法輪功阻撓四川大地震的救災捐款。」，法輪功學員指受到污衊，並指出中共安排華人穿法輪功黃色衫散播污衊言論。自由亞洲電台報導，人權法律基金會公布一个电话录音，录下一个代表法轮功团体的调查员和中国纽约总领事馆的一名高官的对话，錄音中，总领事彭克玉在錄音中承认「策划发生在法拉盛的骚乱」。紐約郵報報導，美國國務院證實錄音為彭克玉本人，考慮驅逐中共總領事彭克玉取消其外交官資格。

#### 控告思科
《華爾街日報》、BBC、英國《金融時報》等報導，電腦網路設備大廠思科系統（Cisco Systems）于2011年5月遭到法輪功成員控告，法輪功學員在加州北部聖荷西提交給美國聯邦法庭的訴狀中，呼籲思科系統繳交賠償金，並停止為虎作倀。在提交給法院的文件中指稱，思科設計、供應並幫助維修被稱為金盾工程（Golden Shield）的審查監視網絡，中共當局官員便是以金盾工程找出法輪功學員，並將他們監禁、虐待或殺害。法輪功提出訴訟的被告除思科系統公司之外，還有公司的高層管理人員，包括公司首席執行官錢伯斯（John Chambers）。
5月23日，思科系統駁斥這項指控，表示指控毫無根據。思科系統公佈聲明，表示「該公司並未在中國或其他的地方操作網路，思科也不會將自己的產品用於協助封鎖或者打壓網路活動」，並說銷往中國大陸的設備與銷往其他地方的設備相同，都嚴格按照美國政府的規範。思科公司否認有關指控，認為顧客可任意改變其產品用途。

#### 其他
2012年7月12日，数千名法轮功学 员在美国国会大厦前集会，要求中国政府停止对法轮功成员长达13年的迫害。美国国会议员和国际人权组织代表出席了集会并发表演讲，支持法轮功学员的诉求。 来自加利福尼亚州的美国共和党籍众议员罗洛巴克在集会中发表讲话，他表示钦佩法轮功成员面对中国政府迫害，依然追求信仰自由的精神和行为：“美国人与你们 站在一起，我们要对北京发出这样一个信息，我们与法轮功学员和任何一个为自由而奋斗的人站在一起。我想对你们说以真善忍的理念，你们是在代表宇宙间的美好 事物。”国际人权组织“大赦国际”的亚太部负责人库马尔表示，现在是中国政府停止这十三年来对法轮功成员的迫害的时候了。 。
2012年9月12日，美国国会听证调查中国强摘器官现象。同 时，美国众议院外交事务委员会网站，就中共政法委机构活体摘除法轮功学员器官，发表了多项证词，其中之一是中国大陆之外的医生们已证实，他们的病人到中国 被移植了法轮功学员的器官（Medical doctors outside China have confirmed that their patients have gone to China and received organs from Falun Gong practitioners）.2012 年9月18日，美國國會及行政當局中國委員會（CECC）主席、眾議院外交事務委員會非洲、全球健康和人權小組委員會主席、资深国会议员克里斯‧史密斯先 生投书于美国传媒华盛顿时代，指出從勞教所获釋的法輪功學員說，勞教所醫生給他們頻繁體檢，特別注意他們的血型、腎、肝、肺、心和眼睛的健康；此精神運動 許多成員被拘留時因怕牽連親屬和其他修煉者，而拒絕透露自己名字，从而使他們的生命很容易被用作器官移植。并提到在海外的醫务人员告訴葛特曼先生，“一些 用於移植的器官從當時仍活著的受害者身上摘取”。史密斯先生表示：“活摘器官罪行存在的可能性已超越人類承受力，挑戰一切語言極限，使「野蠻殘暴」這樣词 汇蒼白無力，是令人毛骨悚然的恐怖”。
據《阿拉斯加快遞報》報導，中共十八大之后，独立的美国政府机构「美国国际宗教自由委员会」 （International Religious Freedom）在一份报告中表示，中共成立凌驾于法律之上的组织「610」办公室，又称为「再教育中心」，正企图「铲除」法轮功。该报告指称：「大量的 法轮功学员」被监禁，而且那些拒绝放弃信仰的人将『遭受酷刑，包括羁押中死亡的可信报导及拿其成员做精神病实验。』」法轮功学员被拘留人数的准确数字很难 统计。不过，美国国务院去年表示，中国「劳教所」中官方记录的25万囚犯中，至少有一半是法轮功学员。联合国酷刑问题特别报告员估计，在拘留期间，被指控的酷刑受害者中三分之二是法轮功学员，并呼吁对中共批准的活摘器官指控进行独立调查。
路透社報導，在2010年紐約的聯合國大會上，聯合國人權專員發佈報告為法輪功辯護指出，法輪功等社會弱勢信仰團體經常遭誣蔑為「邪教」，因此常受社會歧視、甚至升級為針對「顛覆陰謀」的打擊。因報導法輪功獲得普立茲獎的《華爾街日報》前北京分社社長伊恩・約翰遜在《野草：苛稅、胡同和法輪功--底層中國的緩慢革命》一書中指出「宣布法輪功為邪教是中共政權最聰明的舉動之一，因為它置法輪功於守勢、需辯護其清白，並以西方反邪教運動的合法性來掩蓋當 局的鎮壓....為證明其問點，中共政府提出一系列聳人聽聞的故事，諸如人們剖開自己的肚子尋找被認為在肚子裡面旋轉的法輪。另一些被呈現的是，他們的親 屬以煉法輪功代替吃藥之後死亡...。」但伊恩強調「問題是，這些說法是不被支持的。中共當局從不允許法輪功受害者單獨受訪，以致於幾乎不可能查證當局的 這些指控。即使一個人從表面上去相信當局的所有指控，他們杜撰的案例數量也僅佔法輪功修煉者總數中的極小比例...。」「更根本的是，這團體根本不符合對 邪教的許多共同定義：其學員與修煉群體外的人結婚、有群體外的朋友、有正常工作執業、不離群獨居、不相信世界末日逼近，沒有給組織大量的錢。最重要的是， 自殺」、肢體暴力都是不被其接受的。」
美國國會2010年要求停止鎮壓的605號決議文指「中共當局在過去十年，在世界範圍內以大量資源長期污衊法輪功(false propaganda)」不過，被蘋果日報稱為「中共喉舌」的香港親共媒體文匯報則說，美國膜拜干預專家瑞克．艾倫．羅斯（Ricky Alan Ross）提到，他曾協助一名美國年輕女子離開法輪功，因為她家人認為法輪功與其家庭信仰不同、影響了其婚姻，羅斯的著作中包含了對法輪功的個案剖析。然而，羅斯引用的郝慧君、陳果案例，正是2001年天安門自焚事件中的當事人，該自焚案遭到質疑，非政府組織國際教育發展組織（International Educational Development）的駐聯合國代表Karen Parker于2001年8月在聯合國人權促進與保護附屬委員會上的發言中表示，該組織已發現此自焚事件實際上是被策劃導演的中華民國國會2004年要求中共停止鎮壓的決議說明文，指法輪功在世界數十國上億人修煉，「教人修心向善、促使社會道德提升，並使廣大的修煉民眾身心健康」，並指中共「發動全國宣傳機器，全面抹黑、污衊李洪志先生，故外界亦一再質疑，大陸當局一手炮製天安門自焚案..等事件，意圖挑起一般人民對法輪功的仇恨。」。

### 加拿大

#### 華僑時報訴訟案
據中國共產黨機關報《人民日報海外版》報導，由于2001年11月3日《華僑時報》（總第1024期）在“廣告信息”版以全版篇幅刊出了一篇內容批判法輪功的廣告文字，引起一些法轮功人士的不满。全加多地约232名法輪功人員聯名狀告到该报至魁北克省高等法院，指控《華僑時報》“誹謗”。據民聲時報報導，2003年加拿大魁北克省高等法院上訴法庭作出裁決：華僑時報誹謗等案成立。台灣的國家通訊社中央通訊社報導，法輪功告「藐視法庭」勝訴案，將被列入加拿大《司法案例精選》，提供全加拿大律師、法官審理類似案件的重要參考，並引述法輪功方面律師說法：「魁北克省上訴法院關於法輪功學員起訴《華僑時報》藐視法庭的上訴案, 其法庭判決書被收入「司法案例精選」，表明該書的編審委員們認為魁北克省上訴法院的判決在加拿大具有全國性的意義, 對今後在加拿大社會如何處理有關仇視性文字、誹謗﹑如何界定言論自由，以及規範和限製出版仇視性言論等類似案件, 給全國的律師和法官們提供了一個範例和參照。」 。人民日報海外版後來報導，2005年加法庭判決華僑時報勝訴"；據大紀元報導，法輪功學員不服判決，於2006年1月上訴到加最高法院，魁省上訴法庭於2008年5月14日，確認《華僑時報》對法輪功的攻擊文章成立誹謗罪名，推翻魁省法庭裁決。但是由於現行法律條款的限制，受害人無法得到補償。
2012年7月20号，加拿大渥太华法轮功成员在渥京中国大使馆对面集会，抗议中国政府13年来对法轮功团体的残酷镇压和迫害。他们抗议因法轮功信仰被中国政府监禁，强迫劳动，甚至六、七十岁的老人也不例外。甚至，更有一些被监禁的法轮功成员被活摘器官供国内外器官移植之用。。
在 加拿大，由于2001年11月3日《華僑時報》（總第1024期）在“廣告信息”版以全版篇幅刊出了一篇內容批判法輪功的廣告文字，引起一些法轮功人士的 不满。全加多地约232名法輪功人員聯名狀告到该报至魁北克省高等法院，指控《華僑時報》“誹謗”。2003年加拿大魁北克省高等法院上訴法庭作出裁決： 華僑時報誹謗等案成立。。2005年加法庭判決華僑時報勝訴。據大紀元報導，法輪功學員不服判決，於2006年1月上訴到加最高法院，魁省上訴法庭於2008年5月14日，確認《華僑時報》對法輪功的攻擊文章是誹謗，推翻魁省法庭關於誹謗的裁決。2007年11月，加拿大國家廣播公司CBC播出長篇紀錄片超越紅牆，報導法輪功的相關議題 

#### 關閉孔子學院
多倫多附近漢密爾頓的麥克馬斯特大學(McMaster University)將在本學期後的夏天停辦孔子學院，稱孔子學院要求所有教學人員必須與中國政府取締的任何組織包括法輪功沒有任何關係。據麥克馬斯特大學的官員說，關閉孔子學院是一位前孔子學院趙姓女教員向安大略人權委員會投訴後的結果。該教員說，她與孔子學院的合同強迫她隱瞞自己的法輪功成員身份，另外必須避免與學生討論某些特定話題。加拿大安全情報部門的負責人2010年在接受加拿大廣播公司電視採訪時曾表示，中國的游說者們資助了在加拿大絕大多數校園裏的孔子學院，學院由（中國）使館或領事館以外的人管理，沒有人知道實際上中國當局參與了孔子學院的管理。而且孔子學院還「安排針對包括法輪功、台灣等所謂五毒的示威遊行」。